# Emanuele Boaga
Emanuele Boaga OCarm (* 30. März 1934 in Padua; † 17. Juli 2013 in Rom) war ein italienischer Theologe.

## Leben
Er trat 1950 in den Orden ein, legte 1951 die einfachen Gelübde ab und 1955 die feierlichen Gelübde. Er wurde am 6. Juli 1958 ordiniert. Er schrieb sich an der Fakultät für Kirchengeschichte der Pontificia Università Gregoriana ein und promovierte dort 1969. Er war Leiter des Generalsekretariats des Ordens (1971–1983). 1983 wurde er zum Generalarchivar des Ordens ernannt.

## Schriften (Auswahl)
- La soppressione innocenziana dei piccoli conventi in Italia. Rom 1971, OCLC 2602892.
- Tra cronaca e storia. Eventi, luoghi, personaggi della micro-storia del Carmelo. Rom 2008, OCLC 320705716.